# Bounces
Bounces è un videogioco pubblicato nel 1986 per Commodore 64 e ZX Spectrum dalla Beyond Software, accreditandone il copyright alla sua etichetta secondaria Monolith. Rappresenta un duello in un immaginario sport di palla e combattimento, descritto come di ambientazione futuristica, sebbene i due contendenti siano agghindati come un cavaliere medievale e un vichingo.

## Modalità di gioco
Bounces si svolge in un'area bidimensionale rettangolare, con vista di fianco. I due contendenti, sempre con l'aspetto di un cavaliere in armatura e un guerriero vichingo, sono controllati da due giocatori o da un giocatore contro il computer a difficoltà regolabile. Si spostano avanti e indietro sul pavimento, collegati da un elastico che li tira perennemente all'indietro, uno alla parete sinistra e uno alla parete destra.
In mano hanno uno snatcher, una specie di guanto da pelota dritto.
Una palla viaggia senza mai fermarsi e senza risentire della gravità, rimbalzando sui quattro lati della stanza. Si può usare lo snatcher, puntandolo nelle otto direzioni, per prendere la palla al volo e poi rilanciarla in una qualsiasi delle otto direzioni. Mentre si ha la palla però non si può camminare, a parte lasciarsi trascinare indietro. Sul soffitto ci sono delle porte, ossia dei buchi sul lato di ciascun contendente; se la palla entra in una porta dell'avversario si fanno punti, variabili a seconda della distanza della porta.
Se si viene colpiti violentemente dalla palla si cade a terra, e questo fa sia guadagnare punti all'avversario, sia ridurre la propria barra dell'energia, ricaricabile con il riposo.
Si può buttare a terra l'avversario anche colpendolo direttamente con lo snatcher a distanza ravvicinata.
Spingendosi troppo in avanti si rischia di essere strattonati molto velocemente dall'elastico, mentre se si sbatte sul muro retrostante si subisce una caduta.
Si può saltare all'indietro e ci si può accovacciare, mossa che ha anche l'effetto di stabilizzare la posizione, altrimenti stando fermi in piedi dopo un po' si inizia a scivolare indietro.
L'obiettivo è segnare più punti dell'avversario allo scadere del tempo. La partita dura tre minuti, divisi in due tempi, con inversione di campo.
Nella versione Spectrum inoltre l'eventuale esaurimento dell'energia causa la sconfitta immediata, mentre su Commodore causa solo temporanea immobilità.

## Accoglienza
La maggior parte della critica europea contemporanea apprezzò Bounces, per entrambe le piattaforme, in quanto giocabile e divertente, anche nella sua semplicità.
Molte riviste ne menzionarono in particolare l'originalità.
Il difetto riscontrato più spesso era il prezzo, dato che era venduto nella fascia alta, mentre sarebbe stato più adatto come titolo economico, data la poca presenza di varietà e decorazione.
Non mancò anche qualche giudizio generale più o meno negativo.